# Betusianos
Os betusianios eram uma seita judaica que seguia apenas os ensinamentos da Torá escrita. Foram um dos grupos que, séculos mais tarde, dariam origem ao caraísmo.